# Zieglers polarexpedition

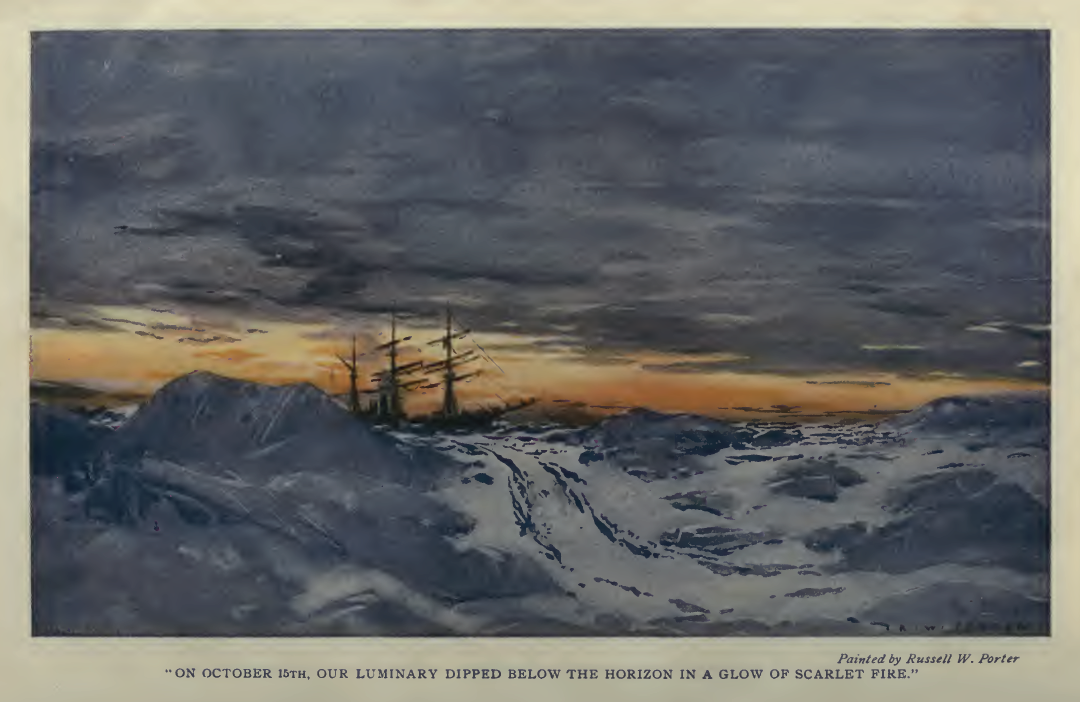
Zieglerexpeditionen

Zieglers polarexpedition 1903–1905 var ett misslyckat försök att nå Nordpolen. De blev strandsatta norr om Norra polcirkeln i två år innan de kunde räddas, ändå överlevde alla utom en. Expeditionen, startad av William Ziegler och ledd av Anthony Fiala, avgick från Tromsø, Norge den 14 juni 1903, ombord på America. Under första vintern, fick de mat och kol i Teplitz Bay, Rudolfön, den nordligaste ön i Frans Josefs land.

## Planering
Ziegler, som 1901 startade Baldwin-Zieglers nordpolsExpedition, valde ut Anthony Fiala, fotograf under det tidigare uppdraget, att leda hans andra polarexpedition. Han tänkte använda ponnyhästar i fraktningen, och sedan mata hundarna med hästkött.

## Isolering och räddning

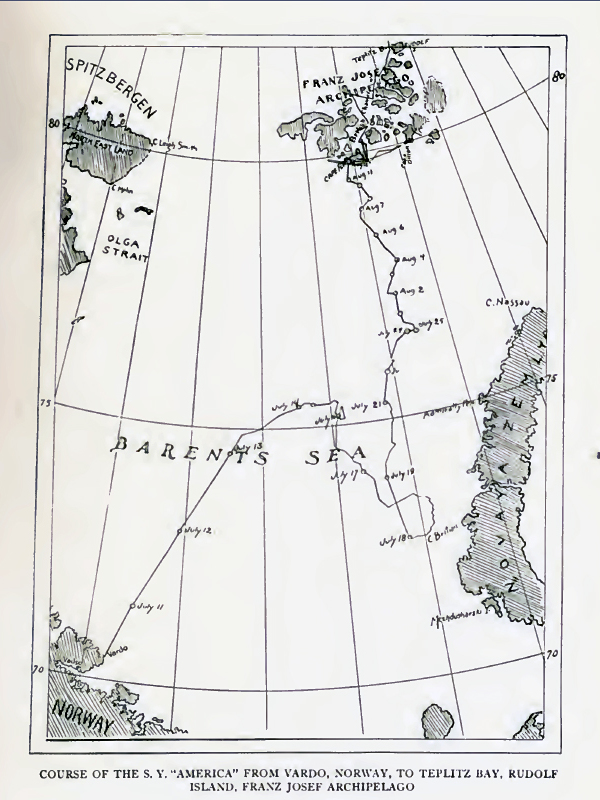
Fartygets kurs 1903.

I november 1903, då svåra väderleksförhållanden slog till, skadades fartyget, och proviant samt kol förstördes. Vissa vrakdelar kvarstod, men försvann efter en storm i januari 1904 .
Följande vår gjordes fler försök att nå Nordpolen, både österifrån och västerifrån, men förhållandena var för stränga, och öppet vatten ledde till svårigheter. Vid brist på proviant gav sig expeditionen söderut, och nådde slutligen platser som Cape Flora, Cape Dillion, och Camp Ziegler.
William Peters, andrebefäl, ledde arbetet, vilket ledde till förbättringar av kartor och diagram.
Med vetskapen att räddningsfartyg skulle nå dem, behöll expeditionen hoppet, och expeditionsledarna försökte hålla humöret hos besättningen uppe.
Ett räddningsteam, som leddes av William S. Champ på Terra Nova, satte direkt mot isfälten, och fortsatte då förhållandena förbättrades. Den 24 juli stötte de på tjock is, och ifrågasatte sin möjlighet att nå slutmålet. Skeppet nådde dock Palmiön den 28 juli och Cape Dillion dagen därpå, och 6 män ur expeditionen hittades. Fler besättningsmän hittades vid Cape Flora, och Terra Nova återvände till Cape Dillion, där slädarna organiserades, och man började föra besättningsmännen hemåt igen.

### Fotnoter
1. ↑  Fiala, Anthony (1907). Fighting the Polar Ice. Doubleday, Page & Company. sid. 25. Arkiverad från originalet den 7 april 2016. https://web.archive.org/web/20160407182738/https://archive.org/details/fightingpolarice00fialuoft
2. 1 2 3 4 5  ”Rescued Explorers Take of Privatations” (PDF). The New York Times. 12 augusti 1905. http://query.nytimes.com/mem/archive-free/pdf?_r=2&res=9A00E0D61738EF32A25751C1A96E9C946497D6CF&oref=slogin&oref=slogin. Läst 8 juli 2008.
3. ↑  Fiala, Anthony (1907). Fighting the Polar Ice. Doubleday, Page & Company. sid. 23. Arkiverad från originalet den 7 april 2016. https://web.archive.org/web/20160407182738/https://archive.org/details/fightingpolarice00fialuoft
4. ↑  Fiala, Anthony (1907). Fighting the Polar Ice. Doubleday, Page & Company. sid. 43. http://ia360609.us.archive.org/0/items/fightingpolarice00fialuoft/fightingpolarice00fialuoft.pdflast=Fiala